# Messier 37
Messier 37 (còn được gọi là M37 hoặc NGC 2099) là cụm sao mở phong phú nhất trong chòm sao Ngự Phu. Nó là cụm sáng nhất trong ba cụm sao mở của chòm sao Ngự Phu và được nhà thiên văn học người Ý là Giovanni Battista Hodierna phát hiện trước năm 1654. M37 đã bị nhà thiên văn học người Pháp Guillaume Le Gentil bỏ qua khi ông tái khám phá M36 và M38 vào năm 1749. Nhà thiên văn học người Pháp Charles Messier đã khám phá lại độc lập vào tháng 9 năm 1764 nhưng cả ba cụm được Hodierna ghi nhận. Nó được phân loại là Trumpler loại I, 1, r hoặc I, 2, r.
M37 nằm ở hướng đối cực, đối diện với Trung tâm Ngân Hà khi nhìn từ Trái Đất. Ước tính độ tuổi của nó từ 347  triệu đến 550  triệu năm. Nó có khối lượng gấp 1.500 lần Mặt Trời và chứa hơn 500 ngôi sao đã xác định, với khoảng 150 sao sáng hơn cường độ 12,5. M37 có ít nhất một tá sao khổng lồ đỏ, và ngôi sao dãy chính còn sống sót của nó là sao B9 V. Sự phong phú của các nguyên tố khác ngoài hydro và heli, điều mà các nhà thiên văn học gọi là tính kim loại, là tương tự, nếu không nói là hơi cao hơn, sự phong phú trong Mặt Trời.
Ước tính ở khoảng cách 4.500 năm ánh sáng (1.400 parsec) từ Trái Đất, đường kính góc của cụm sao là 24 phút cung, tương ứng với phạm vi vật lý khoảng 20–25 ly (6,1–7,7 pc). Bán kính triều của cụm, nơi nhiễu loạn hấp dẫn bên ngoài bắt đầu có ảnh hưởng đáng kể đến quỹ đạo của các ngôi sao thành viên của nó, là khoảng 46-59 ly (14-18 pc). Cụm này đang di chuyển trên một quỹ đạo qua Ngân Hà với chu kì 219,3 Ma và độ lệch tâm quỹ đạo là 0,22. Điều này sẽ làm nó lại gần tới 19,6 kly (6,0 kpc) và cách xa tới 30,7 kly (9,4 kpc) tính từ trung tâm Ngân Hà. Nó đạt đến một khoảng cách cao nhất trên mặt phẳng thiên hà 0,29 kly (0,089 kpc) và sẽ vượt qua mặt phẳng này với chu kỳ 31,7 Ma.

## Biểu đồ bầu trời
- Bản đồ tỷ lệ lớn
- Bản đồ tỷ lệ nhỏ